# Adam Saitíev
Adam Hamidovich Saitíev (en txetxè: Адам Хамидович Сайтиев, neix el 12 de desembre de 1977, Khassaviürt, Unió Soviètica) és un lluitador rus d'ascendència txetxena que va guanyar la medalla d'or als Jocs Olímpics d'estiu de 2000 per a la Federació Russa amb 82 kg. Considerat com un dels millors lluitadors de tots els temps, Adam també va guanyar els Campionats del Món de Lluita el 1999 i el 2002. El seu germà gran Buvaisar Saitíev, també lluitador, va ser tres vegades campió olímpic i sis vegades campió del món.